# La hija del jardinero
La hija del jardinero  é uma telenovela mexicana produzida e exibida pela Azteca em 2003. 
Foi protagonizada por Mariana Ochoa e Carlos Torres com antagonização de Alpha Acosta e Gabriela Vergara.

## Elenco
- Mariana Ochoa - Luisa Fernanda Pérez Alcántara / Luisa Fernanda Montero Alcántara / Amelia Alcántara (jovem)
- Carlos Torres - Carlos Eduardo Gómez-Ruíz
- Ángela Fuste - Amelia Alcántara de Pérez
- Alpha Acosta - Consuelo Alcántara de Sotomayor
- Fernando Ciangherotti - Luis Alejandro Montero
- Ramiro Huerta - Pedro Pérez
- José Alonso - Don Fernando Alcántara
- Kenia Gazcón - Marisa Gómez-Ruíz de Montero
- Alejandra Lazcano - Vanessa Sotomayor Alcántara
- Gabriela Vergara - Jennifer de la Vega
- Sergio Kleiner - Lic. Antonio Ordóñez
- Ana Ofelia Murguía - Rigoberta Rondón
- Gerardo Acuña - Heriberto Sotomayor
- Eduardo Arroyuelo - Augusto Prieto
- Carlos East Jr. - Armando Pereira / Luis Alejandro Montero (jovem)
- Mariana Isla - Gabriela
- Masha Kostiurina - Consuelo Alcántara (joven)
- Kenya Mori - Carolina "Caro" de la Vega
- Betty Monroe - Andreina Torres
- Nubia Martí - Guadalupe "Lupe" González
- Sebastian Ligarde - Leopoldo Araoz
- Cinthia Vázquez - Xóchitl Infante
- Loló Navarro - Rosario
- Laura Padilla - Hermana Joaquina
- Erika de la Rosa - Clarita
- Carina Sarti - Alicia
- Mariana Urrutia - Hermana Sonrisa
- Abel Woolrich - Pancho
- Luis Gerónimo Abreu - Dr. Alfredo Anzola
- Rodrigo Abed - Guillermo
- Luis Ernesto Franco - Orlando

## Premiação

### Premios INTE 2004
| Categoria                 | Pessoa        | Resultado |
| ------------------------- | ------------- | --------- |
| Melhor Telenovela del Ano | Igor Manrique | Indicado  |